# Asperthorax communis
Asperthorax communis är en spindelart som beskrevs av Ryoji Oi 1960. Asperthorax communis ingår i släktet Asperthorax och familjen täckvävarspindlar. Inga underarter finns listade.